# Isla Inner Lee
La isla Inner Lee (en inglés: Inner Lee Island) es una pequeña isla ubicada a 1,3 kilómetros al norte-noreste de punta Suerte, situada en la Bahía de las Islas, Georgia del Sur. Esta isla fue cartografiada en 1912-1913 por Robert Cushman Murphy, un naturalista estadounidense en el extranjero el bergantín Daisy, quien la incluyó como una de las dos islas que se llaman las "islas" de Lee. Estas islas fueron nombradas en 1929-1930 por el personal de Investigaciones Discovery, que cambió el nombre de la isla del sudoeste como Inner Lee y la del noreste como Outer Lee.
La isla es administrada por el Reino Unido como parte del territorio de ultramar de las Islas Georgias del Sur y Sandwich del Sur, pero también es reclamada por la República Argentina que la considera parte del Departamento Islas del Atlántico Sur dentro de la provincia de Tierra del Fuego, Antártida e Islas del Atlántico Sur.